# Photedes concolor
Photedes concolor là một loài bướm đêm trong họ Noctuidae.